# Distrito de Huallaga
El distrito del Huallaga, también conocido como distrito de Ledoy, es uno de los seis que conforman la provincia de Bellavista, ubicada en el departamento de San Martín en el Norte del Perú.
Desde el punto de vista jerárquico de la Iglesia católica forma parte de la  Prelatura de Moyobamba, sufragánea de la Metropolitana de Trujillo y  encomendada por la Santa Sede a la Archidiócesis de Toledo en España.

## Geografía
La capital, Ledoy, se encuentra situada a 310 m s. n. m.